# Los Voladores
Los Voladores är en ort i Mexiko.   Den ligger i kommunen Apan och delstaten Hidalgo, i den sydöstra delen av landet, 70 km öster om huvudstaden Mexico City. Los Voladores ligger 2 518 meter över havet och antalet invånare är 533.
Terrängen runt Los Voladores är kuperad åt nordost, men åt sydväst är den platt. Runt Los Voladores är det ganska tätbefolkat, med 104 invånare per kvadratkilometer. Närmaste större samhälle är Calpulalpan, 13,0 km sydväst om Los Voladores. Trakten runt Los Voladores består till största delen av jordbruksmark.